# Notice sur les Plantes à ajouter à la Flore de France
Notice sur les Plantes à ajouter à la Flore de France, (abreviado Not. Fl. France) es un libro con ilustraciones y descripciones botánicas que fue escrito por el naturalista, botánico francés Jean Louis August Loiseleur-Deslongchamps y publicado en el año 1810.